# Arbitraż (film 2012)
Arbitraż (ang. Arbitrage) – amerykański dramat filmowy z elementami dreszczowca z 2012 roku, w reżyserii Nicholasa Jareckiego.
 Odtwórca głównej roli, Richard Gere, otrzymał nominację do Złotego Globu w kategorii najlepszy aktor w filmie dramatycznym.

## Fabuła
Biznesmen (Richard Gere) próbuje sprzedać swoją firmę. Interesy zostają jednak zagrożone, kiedy mężczyzna ulega wypadkowi samochodowemu razem ze swoją kochanką (Laetitia Casta). Jej śmierć rzuca cień na życie prywatne biznesmena. Sprawę bada detektyw Bryer (Tim Roth).

## Obsada
- Richard Gere jako Robert Miller
- Susan Sarandon jako Ellen Miller
- Tim Roth jako detektyw Michael Bryer
- Brit Marling jako Brooke Miller
- Nate Parker jako Jimmy Grant
- Laetitia Casta jako Julie Cote